# Variviverra
Variviverra — вимерлий рід хижоморфних ссавців. Скам'янілості знайдено в таких країнах: Китай. Описано такі види: Variviverra vegetatus.